# Sus celebensis
Sus celebensis є видом із роду свиней (Sus), який живе на Сулавесі в Індонезії. Він виживає в більшості місць проживання і може жити на висоті до 2500 м. Він був одомашнений і завезений на ряд інших островів Індонезії.

## Середовище проживання
Повідомляється, що бородавчасті свині Сулавесі зустрічаються в різноманітних середовищах існування, починаючи від тропічних лісів і боліт, закінчуючи відкритими луками та сільськогосподарськими угіддями, а також на всіх висотах аж до мохового лісу (>2500 м), хоча вони менш поширені на висотах понад 1500 м над рівнем моря. Зазвичай вони живуть групами від одного до шести тварин, але соціальний склад цих груп відомий не повністю.

## Спосіб життя
Група зазвичай складалася з 1—3 молодих, 1—2 молодших і 1—3 дорослих особин. Sus celebensis є всеїдною твариною з широкою дієтою. Вони шукають їжу вдень, причому ця діяльність зосереджена рано вранці та ввечері. Хоча коріння, опале фрукти, листя та молоді пагони складають основну частину їх раціону, безхребетних, дрібних хребетних і падло також вживають в їжу.

## Морфологічна характеристика
Вага 40—70 кг, а висота в плечах — 70 см. Довжина 80—130 см. Сучасні форми більші, ніж залишки субфосілій, знайдених у печерах Південного Сулавесі. Спина коротка і злегка опукла. Ці тварини мають відносно короткі ноги та довгий хвіст, який просто завитий пучком. Шерсть S. celebensis часто чорного кольору з жовтими та/або білими волосками. Відомо, що деякі екземпляри червонувато-коричневі. З віком черевна сторона світлішає до кремово-білого кольору. Завжди є темна смуга на спині та жовта смуга, яка оточує морду. На лобі є характерні пучки волосся. Поросята смугасті до віку 6 місяців. У дорослих самців на обличчі з'являються три пари бородавок; з віком бородавки стають більшими.